# Tokigawa (Saitama)
Tokigawa (jap. ときがわ町, -machi) ist eine Stadt auf der japanischen Hauptinsel Honshū im Landkreis Hiki in der Präfektur Saitama.

## Geografie
Tokigawa liegt nördlich von Hannō und südlich von Ogawa.

## Sehenswürdigkeiten
- Jikō-ji

## Angrenzende Städte und Gemeinden
- Chichibu
- Hannō
- Ogawa
- Ogose
- Ranzan
- Hatoyama
- Yokoze